# Tretjärnarna (Anundsjö socken, Ångermanland)
Tretjärnarna är en sjö i Örnsköldsviks kommun i Ångermanland och ingår i Gideälvens huvudavrinningsområde.